# Nataliya
Nataliya (russisch Наталия Natalija, ukrainisch Наталія Natalija) ist ein weiblicher Vorname.

## Herkunft und Bedeutung
Der Name ist die russische und ukrainische Variante von Natalia, siehe Natalie.
Varianten sind Natalia, Natalya, Natali (russisch) sowie Natalia, Natali (ukrainisch).

## Bekannte Namensträgerinnen
- Nataliya Kuligina (* 1971), kirgisische Judoka
- Nataliya Sinişin (* 1985), ukrainische und aserbaidschanische Ringerin